# Tatiana Samouil
Taťána Alexandrovna Samuilová (rusky Татьяна Александровна Самуил, * 5. října 1974 Perm, Sovětský svaz) je rusko-belgická houslistka. 

## Životopis
Narodila se jako dcera moldavského dirigenta Alexandrua Samoilă, její sestrou je operní zpěvačka Anna Samuil.
Vystudovala Střední odbornou školu Eugena Coky a Hudební lyceum Sergeje Rachmaninova v Kišiněvě a zároveň studovala hudební skladbu. Poté vystudovala Moskevskou státní konzervatoř u Maji Glezarovové a Sergeje Fatkulina. 
Své umění dále zdokonalovala na Královské konzervatoři v Bruselu pod vedením Igora Oistracha. V roce 1998 zvítězila v Belgii v soutěži Henriho Vieuxtempse. Řadu cen a diplomů získala i v dalších předních mezinárodních soutěžích, jako Sibeliova soutěž (2000), Soutěž královny Alžběty a Soutěž Čajkovského (2002, třetí cena). Studium zakončila u José Luise Garcíi v Madridu.
Jako sólistka spolupracovala s Orchestrem Finského rozhlasu, Komorním orchestrem Toulouse, Aucklandskou filharmonií či Metropolitním orchestrem Lisabon. Zvláštní důraz klade na svá vystoupení v rodném Rusku, kde vystoupila s Ruským národním orchestrem a Petrohradským symfonickým orchestrem. 
V Belgii, kde nyní žije, často vystupuje s tamními předními orchestry jako např. Belgický národní orchestr nebo Bruselská filharmonie. 
Jako komorní hráčka často vystupuje s umělci jako Gérard Caussé, Gautier Capuçon, Augustin Dumay, Frans Helmerson, Katia a Marielle Labèquovy a Sonia Wieder-Athertonová. Kromě toho je spoluzakladatelkou Malibran Quartet (Kvarteto Malibranové). Díky této spolupráci se zúčastnila předních festivalů ve francouzském Mentonu nebo Ludwigsburských zámeckých slavností (Ludwigsburger Schlossfestspiele) v Německu. 
Kromě toho vydává vlastní nahrávky. V roce 2006 debutovala kompletem Prokofjevových sonát s bulharskou klavíristkou Plamenou Mangovovou, který si vysloužil skvělé recenze a pět hvězdiček ve francouzském Diapasonu. Roku 2009 nahrála s argentinským Symfonickým orchestrem v Saltě a dirigentem Luisem Gorelikem Aymarský houslový koncert Luise Giannea pro společnost Sony.
Hrála na Stradivariho housle z roku 1714, které kdysi patřily legendárnímu Fritzi Kreislerovi. Od roku 2010 hraje na současné housle, které pro ni speciálně vyrobil Christian Bayon.